# Artés
Artés es un municipio de Cataluña, España. Perteneciente a la provincia de Barcelona, en la comarca del Bages.

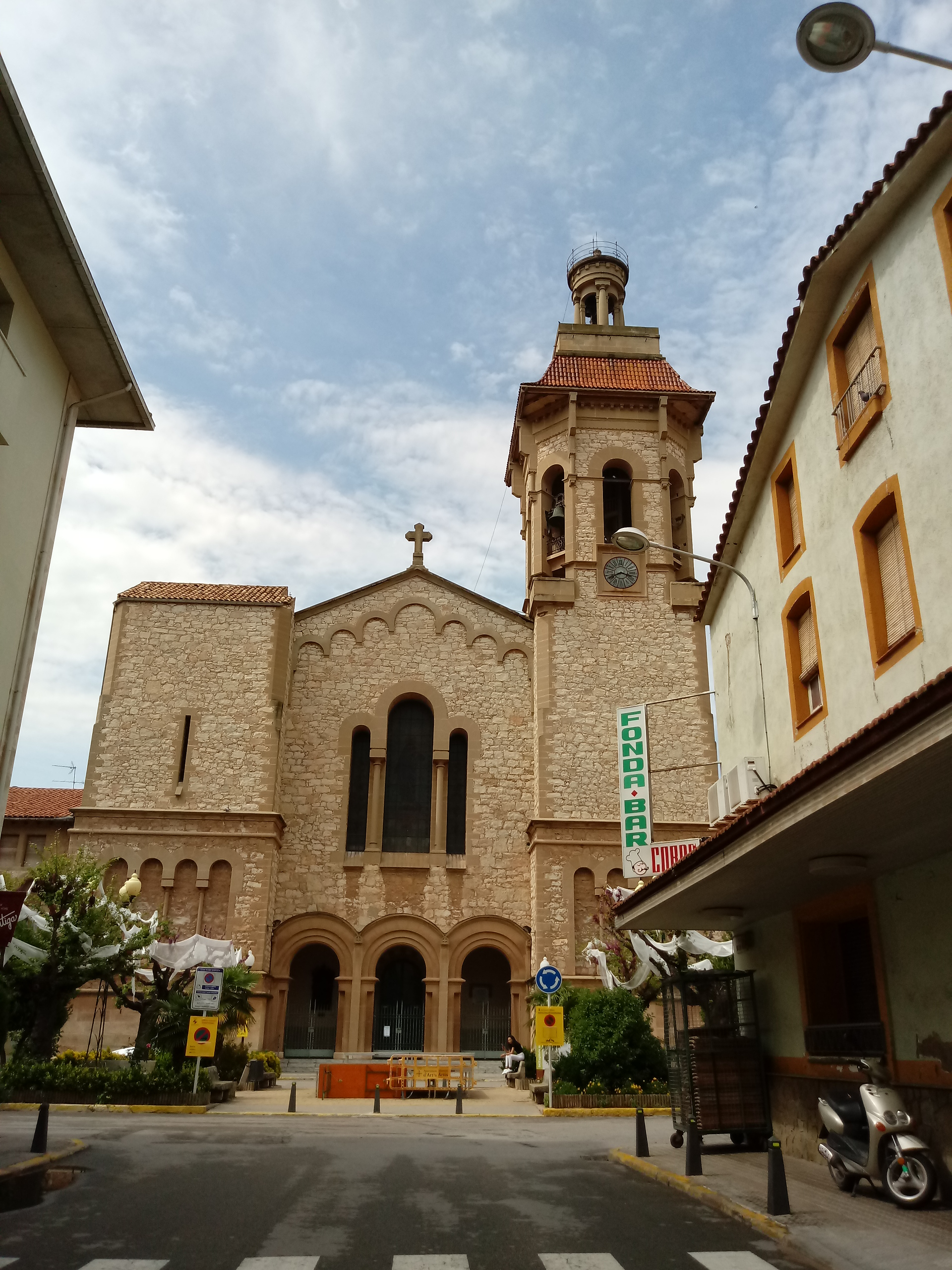
Iglesia neorománica con elementos nuevecentistas de Santa María de Artés

## Historia
Se cree que el nombre de la población deriva del término latino Artium (cerro fortificado). Existen indicios de que en el siglo VI existía en la zona una iglesia fortificada que sirvió de primitivo asentamiento a los pobladores del área.
Los restos arqueológicos encontrados en el yacimiento de Matacans así como las inscripciones romanas de los siglos II y III encontradas en la Plaça Vella (Plaza Vieja) confirman que existieron pobladores continuados durante siglos. 
Artés es una de las primeras poblaciones de la comarca que figura en documentos escritos ya que aparece en uno fechado el 24 de junio de 889. En este documento, el rey Eudes de Francia concedía diversos privilegios a las iglesias de Santa María y de San Pedro de Vic. Entre estas concesiones se encontraba el valle de Artés.
Actualmente la economía de Artés se debe básicamente al sector industrial, aunque también hay grandes superficies de suelo agrícola, principalmente viñedos y trigo.  
De Artés destacan especialmente sus vinos y cavas. Entre otros municipios, Artés fue uno de los impulsores de la Denominación de Origen Pla de Bages. Además, es el único municipio del Bages que ostenta Denominación de Origen tanto para vinos como para cavas.

## Símbolos
El escudo de Artés se define por el siguiente blasón:
«Escudo en forma de losange con ángulos rectos cuarterado: 1º y 4º de gules, una llave de oro puesta en palo con el diente abajo y mirando hacia dentro la del primer cuarto y hacia fuera la del cuarto; 2º y 3º de oro, un báculo de obispo de púrpura puesto en palo; resaltando sobre el todo de la partición una cruz plena de sable. Por timbre una corona mural de villa.»
Fue aprobado el 19 de octubre de 1993. La cruz central es el señal tradicional de la villa, y las llaves y los báculos aluden al hecho que Artés perteneció a los obispos de San Pedro de Vich.

## Demografía
Artés cuenta con una población de 6084 habitantes (INE 2024).
| Gráfica de evolución demográfica de Artés entre 1842 y 2021                                                           |
| |
| Población de derecho según los censos de población del INE. Población de hecho según los censos de población del INE. |

## Administración
| Periodo   | Nombre                    | Partido                        |
| --------- | ------------------------- | ------------------------------ |
| 1979-1983 | Antoni Vallribera i Plans | Grup d'Independents d'Esquerra |
| 1983-1987 | Josep Paré i Capdevila    | Grup Unitari d'Esquerra        |
| 1987-1991 | Josep Paré i Capdevila    | Grup Unitari d'Artés           |
| 1991-1995 | Josep Paré i Capdevila    | Grup Unitari d'Artés           |
| 1995-1999 | Damià Casas i Herms       | CiU                            |
| 1999-2003 | Damià Casas i Herms       | CiU                            |
| 2003-2007 | Josep Candàliga i Freixa  | GUA-AM                         |
| 2007-2011 | Damià Casas i Herms       | CiU                            |
| 2011-2015 | Josep Candàliga i Freixa  | GUA-AM                         |
| 2015-2019 | Josep Candàliga i Freixa  | GUA-AM                         |
| 2019-2023 | Enric Forcada             | ERC                            |